# Buchen-Rindenschorf
Der Buchen-Rindenschorf (Ascodichaena rugosa) ist ein parasitärer Pilz der Buche aus der Gruppe der Ascomyceten.

## Merkmale

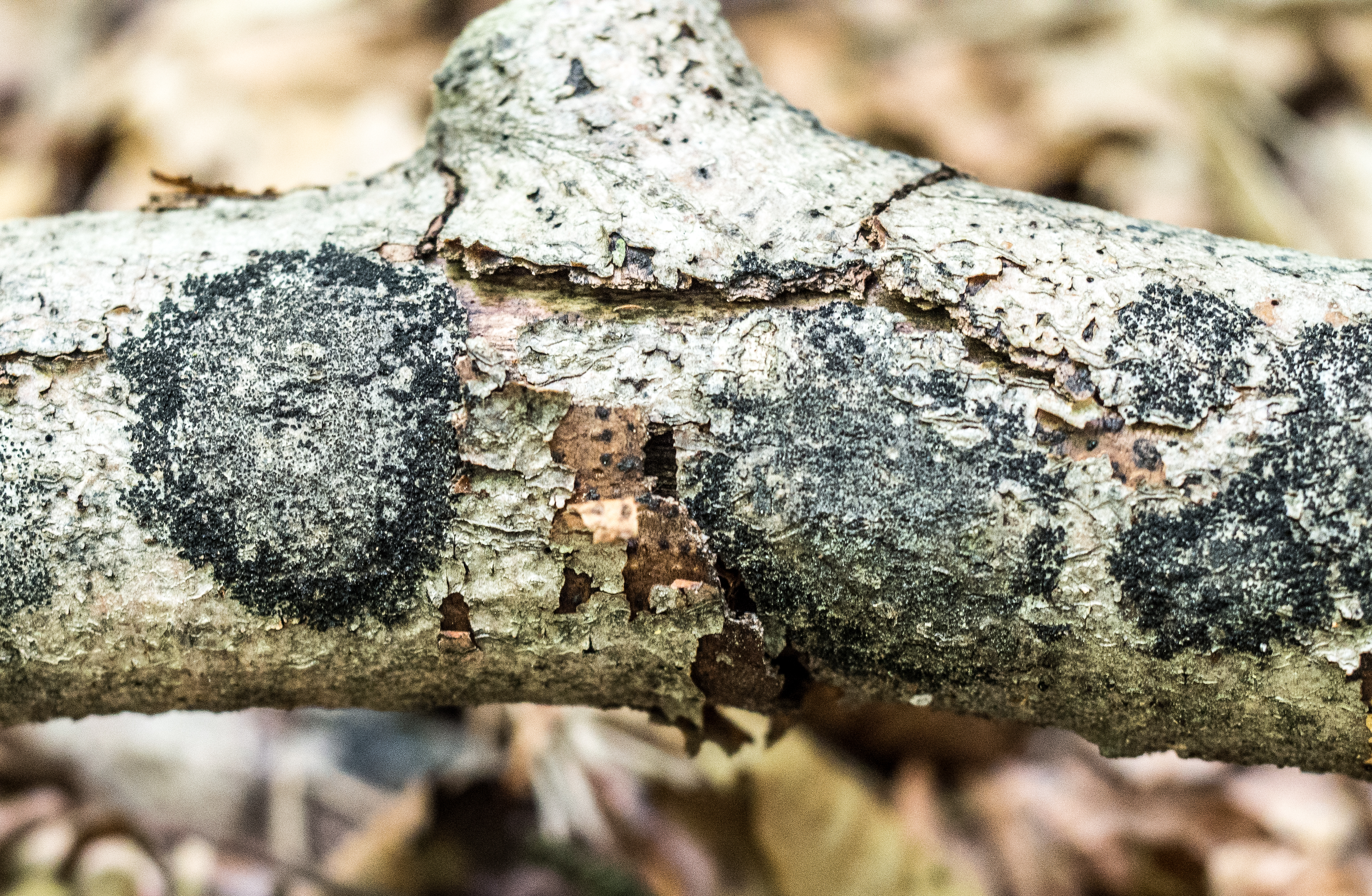
Buchen-Rindenschorf

Der Buchen-Rindenschorf ist durch schwarze flecken- bzw. streifenartige Überzüge auf der Rinde der Rotbuche gekennzeichnet.
Die schwarzen Pyknidien (asexuelle Fruchtkörper) sind im Jugendstadium kaffeebohnenförmig, schwarz und 300–450 × 300 μm groß. In diesen werden Konidien, die Pyknosporen, gebildet, die eiförmig, farblos und 18–24 × 13–16 μm groß sind.

## Ökologie und Verbreitung

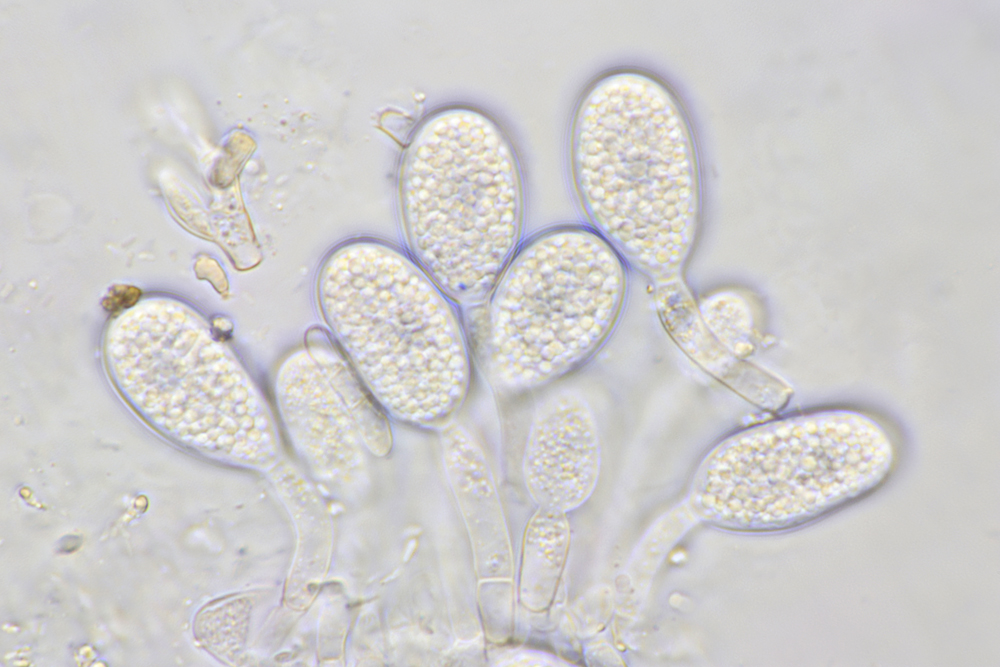
Ascodichaena rugosa, Anamorphe auf Fagus, mikroskopisch

Er wächst in Europa und Nordamerika zumeist auf dem unteren Stammteil verschieden alter Buchen. Die Pyknosporen werden vor allem bei feuchtem Wetter entlassen und von Schnecken auf der Baumrinde verteilt, wodurch diese damit maßgeblich zur Verbreitung des Pilzes beitragen. Auch findet man ihn auf verschiedenen Eichen-Arten, wo er sexuelle Fruchtkörper bildet (perfektes Stadium), während er auf Buchen fast ausschließlich in der anamorphen Form vorkommt. Die Hyphen wachsen in der Korkschicht des Baumes, wo sie Haustorien zur Nährstoffaufnahme bilden. Der Baum reagiert auf den Pilzbefall mit einem verstärkten Korkwachstum, was zu einer brüchigen Rinde führt. Die verursachten Schäden werden jedoch als gering eingestuft; Gegenmaßnahmen werden nicht empfohlen.